# Monika Kaufmann
Monika Kaufmann (* 11. Juni 1955 in Vordernberg) ist eine österreichische Politikerin (SPÖ) und Landwirtin. Sie war von 1991 bis 2015 Abgeordnete zum Steiermärkischen Landtag.
Kaufmann ist Bundesvorsitzende der SPÖ-Bauern sowie Landesvorsitzende der SPÖ-Bauern in der Steiermark. Zudem hatte Kaufmann die Funktion der Vizebürgermeisterin von Vordernberg inne. Sie vertrat die SPÖ seit 1991 im Landtag und war dabei Bereichssprecherin für Agrarpolitik.